# 儒利奥·巴普蒂斯塔
儒利奥·巴普蒂斯塔（Júlio Baptista，1981年10月1日—），已退役巴西足球運動員，司職攻擊中場及第二前鋒，現時是西班牙球會華拉度列的B隊領隊。巴迪斯達身材魁梧，加上踢法兇悍，因此有「野獸」（A Bestia）及「坦克車」（the Tank）的稱號。

## 俱樂部
巴迪斯達出身於巴西勁旅聖保羅，擁有健碩身形的他初時多數負責防守中場位置，慢慢地被當時領隊尼爾仙奴·巴迪斯達（Nelsinho Baptista）重用，2000年先替球隊奪得聖保羅省足球聯賽，聖保羅省超級盃及聖保羅省青年盃三項冠軍。2003年巴迪斯達與隊友卡卡一同離開聖保羅往歐洲發展，後者就以高價加盟意大利強豪AC米蘭，而巴迪斯達則以三百萬歐元轉投西維爾。
巴迪斯達加盟後表現非常活躍，能勝任多個位置令他進一步取得球隊正選，不但時非為球隊助攻助守，並且射門觸覺的他飾演前鋒角色，效力首季已經射入二十球之多，緊次於朗拿度成為西班牙甲組聯賽射手榜第二名。巴迪斯達高水準的演出令他成為當時西甲聯賽炙手可熱的人物，並以巴西的謝拉特（Brazilian Steven Gerrard）來形成他。2004至05年球季，巴迪斯達除了帶領球隊殺入歐洲足協盃十六強之外，聯賽方面亦射入十八球。

### 皇家馬德里
2005年7月29日，巴迪斯達獲西班牙班霸皇家馬德里垂青，以一千三百萬英磅轉會費簽訂2年合約，較早前英超球會阿仙奴及熱刺先後加入競逐爭奪巴迪斯達，但他最終以希望繼續在西班牙發展的理由而拒絕。
在皇家馬德里首季，巴迪斯達經常負責左翼位置以輔助施丹及古迪這一對攻擊組合，令他未能好好適應。因表現未如理想，巴迪斯達被剔除出巴西國家隊於2006年世界杯名單。
2006年8月巴迪斯達被傳與英超球會阿仙奴扯上關係。此時他公開表示沒有打算離開皇馬。但到了2006年8月31日轉會市場關閉前一天，阿仙奴終於以外借形式把巴迪斯達帶到酋長球場，並以隊中一名球員雷耶斯以外借形式交換，為期一年。

### 阿仙奴
加盟阿仙奴後，巴迪斯達於2006年9月對米杜士堡的聯賽中首度出場，時為後備入替。在2006年11月21日對漢堡的歐聯賽事中他射入了在阿仙奴的第一個入球。巴迪斯達還在2007年1月9日對利物浦的聯賽杯中連進四球，可見巴迪斯達在阿仙奴已有良好表現。1月24日巴迪斯達在聯賽杯四強首回合對熱刺時，不小心地射入烏龍球令主隊領先二比零，幸好比賽下半場由他連入兩球迫和對手。

## 國家隊
巴迪斯達早在2001年已獲國家隊徵召，雖然出戰20場國際賽，但沒有取得入球。2001年6月4日，在洲際國家盃對日本首度上陣，該場比賽賽和0比0。2006年世界杯他更因球會表現不佳，而被剔出國家隊名單。

## 榮譽
- 聖保羅省足球聯賽冠軍： 2000年（聖保羅）
- 聖保羅省超級盃冠軍： 2000年（聖保羅）
- 聖保羅省青年盃冠軍： 2000年（聖保羅）
- 里約熱內盧–聖保羅對抗賽冠軍： 2001年（聖保羅）
- 美洲盃冠軍： 2004年（巴西國家隊）
- 美洲盃冠軍： 2007年（巴西國家隊）
- 洲際國家盃冠軍： 2005年（巴西國家隊）

## 生涯數據
(截至2007年1月25日)
| 球會       | 球季     | 聯賽 | 聯賽 | 聯賽 | 本土杯賽 | 本土杯賽 | 本土杯賽 | 歐洲賽 | 歐洲賽 | 歐洲賽 | 總數 | 總數 | 總數 |
| 球會       | 球季     | 出賽 | 入球 | 助攻 | 出賽     | 入球     | 助攻     | 出賽   | 入球   | 助攻   | 出賽 | 入球 | 助攻 |
| ---------- | -------- | ---- | ---- | ---- | -------- | -------- | -------- | ------ | ------ | ------ | ---- | ---- | ---- |
| 西維爾     | 西甲     | 30   | 20   | -    | -        | -        | -        | -      | -      | -      | 30   | 20   | -    |
| 西維爾     | 西甲     | 31   | 18   | -    | -        | -        | -        | 7      | 4      | -      | 38   | 22   | -    |
| 皇家馬德里 | 西甲     | 32   | 8    | -    | -        | -        | -        | 7      | 0      | -      | 39   | 8    | -    |
| 阿仙奴     | 英超     | 11   | 0    | 0    | 3        | 6        | 0        | 2      | 1      | 0      | 16   | 7    | 0    |
| 生涯統計   | 生涯統計 |      |      |      |          |          |          |        |        |        | 123  | 57   | -    |

## 資料來源
1. ↑  . http://www.telegraph.co.uk.   [2007-01-25]. （原始内容存档于2007-02-25）. 外部链接存在于|work= (帮助)
2. ↑  .   [2007-01-25]. （原始内容存档于2007-09-30）.
3. ↑  包括足總杯、英格蘭聯賽杯和慈善盾

## 外部連結
- 個人檔案及有關數據（Footballdatabase） （页面存档备份，存于）